# 埃什帕内杜 (马塞杜-迪卡瓦莱鲁什)
埃什帕内杜是葡萄牙布拉干萨区的一个堂区。总面积17.9平方公里，总人口194人，人口密度10.8人/平方公里。